# Bernat d'Oms i de Santapau
Bernat d'Oms i de Santapau (Rosselló, ? - Perpinyà, 5 de desembre de 1474) fou un alt funcionari reial al servei de Joan el Gran i Lluís XI de França.
Fill de Berenguer IV d'Oms, el 1462, en produir-se la invasió francesa del Rosselló en virtut de Tractat de Baiona a l'inici de la Guerra civil catalana contra Joan el Gran, era senescal de Bellcaire i anava amb l'exèrcit invasor. Durant l'ocupació francesa (1463-71) fou conseller i camarlenc de Lluís XI de França, senescal de Rosselló i Cerdanya i governador i capità general dels comtats mentre Joan de Foix era designat un nou lloctinent.
El 1471, amb el seu nebot Guillem d'Oms de Santapau i Fabra, Pere d'Hortafà i de Cruïlles i d'altres s'alçà en armes contra els francesos. La revolta contra la nova administració francesa es propagà a partir de l'abril del 1472 i Joan el Gran confirmà Bernat d'Oms, en recompensa, com a governador.
L'1 de febrer de 1473, Joan el Gran, al capdavant d'un exèrcit, entrà a Perpinyà i s'hi tancà mentre la guarnició francesa es retirava al Palau dels Reis de Mallorca.
Un nou exèrcit enviat per Lluís XI de 20.000 homes, comandats per Felip II de Savoia assetjava la ciutat, on es trobava el rei Joan, de l'abril al juny del 1473. El 24 de juny era signada una treva i, poc després, el Tractat de Perpinyà neutralitzava provisionalment els Comtats. Amb tot, Lluís XI, aprofitant les dificultats de Joan II de la banda de Castella, violà tots els compromisos i ocupà de nou el Rosselló el 1474: s'emparà d'Elna, Bernat d'Oms fou fet presoner i degollat al castell de Perpinyà; el seu cap fou posat dalt d'una pica davant la porta de la vila.